# 강순덕
강순덕(1974년 10월 29일 - )은 대한민국의 육상 장거리 선수이다. 구미시청 소속이며 현재 여자 하프 마라톤 한국 기록을 보유하고 있다.
중학교 때인 1990년, 1,500ｍ 선수로 육상을 시작한 강순덕은 1990년대 중반부터 장거리와 마라톤에 도전했다. 5,000ｍ와 10,000m에 주력하던 그는 95년 조선일보 춘천 국제 마라톤에서 2시간 35분 37초로 우승하고 다음 해 애틀랜타 올림픽에 대표 선수로 참가했지만 중도에서 기권했다.
1997년에도 5,000ｍ 한국 기록을 세웠지만, 다음 해에 근육 부상 등을 당하는 바람에 선수 생활을 접었다. 2000년 결혼을 하고 아이를 낳고, 2004년 다시 선수로 복귀했다. 2006년 1월에는 미국 택사스주 오스틴에서 열린 쓰리엠(3M) 여자 하프 마라톤에서 한국 신기록을 세웠다.

## 주요 대회 성적
| 종목   | 기록    | 날짜             | 대회                           | 순위 |
| ------ | ------- | ---------------- | ------------------------------ | ---- |
| 마라톤 | 2:35:37 | 1995년 10월 28일 | 조선일보 춘천 국제마라톤(춘천) | 1위  |

## 한국 신기록
| 종목        | 기록     | 날짜             | 대회                           | 순위 | 종전 기록             |
| ----------- | -------- | ---------------- | ------------------------------ | ---- | --------------------- |
| 5000m       | 16:14.48 | 2004년 10월 10일 | 전국 체전 (청주시)             | 2위  | 권은주(97년) 16:07.52 |
| 하프 마라톤 | 1:10:02  | 2006년 1월 29일  | 3M 하프 마라톤, (미국, 오스틴) | 1위  | 이은정(05년) 1:11:15  |